# Trampoline aux Jeux olympiques d'été de 2004
Navigation
Sydney 2000 Pékin 2008
Cet article présente les résultats des épreuves au trampoline lors des Jeux olympiques d'été de 2004.
Lors de ces jeux, il y a eu deux épreuves de trampoline :
- une épreuve individuelle féminine ;
- une épreuve individuelle masculine.

## Résultats
| Épreuves                              | Or                   | Argent                     | Bronze               |
| ------------------------------------- | -------------------- | -------------------------- | -------------------- |
| Individuel hommes résultats détaillés | Yuriy Nikitin (UKR)  | Alexander Moskalenko (RUS) | Henrik Stehlik (GER) |
| Individuel femmes résultats détaillés | Anna Dogonadze (GER) | Karen Cockburn (CAN)       | Huang Shanshan (CHN) |

## Tableau des médailles par pays
| Rang | Nation    | Or | Argent | Bronze | Total |
| ---- | --------- | -- | ------ | ------ | ----- |
| 1    | Allemagne | 1  | -      | 1      | 2     |
| 2    | Ukraine   | 1  | -      | -      | 1     |
| 3    | Russie    | -  | 1      | -      | 1     |
| 3    | Canada    | -  | 1      | -      | 1     |
| 5    | Chine     | -  | -      | 1      | 1     |